# Strada provinciale 71 Fersina - Avisio
La strada provinciale 71 Fersina - Avisio (SP 71) è una strada provinciale della provincia di Trento.
Ha una lunghezza complessiva di 40,0 chilometri ed è la terza più lunga strada provinciale della provincia di Trento, dopo la SP 90 Destra Adige (con i tronchi uniti) e la SP 79 del Passo Brocon.

## Percorso

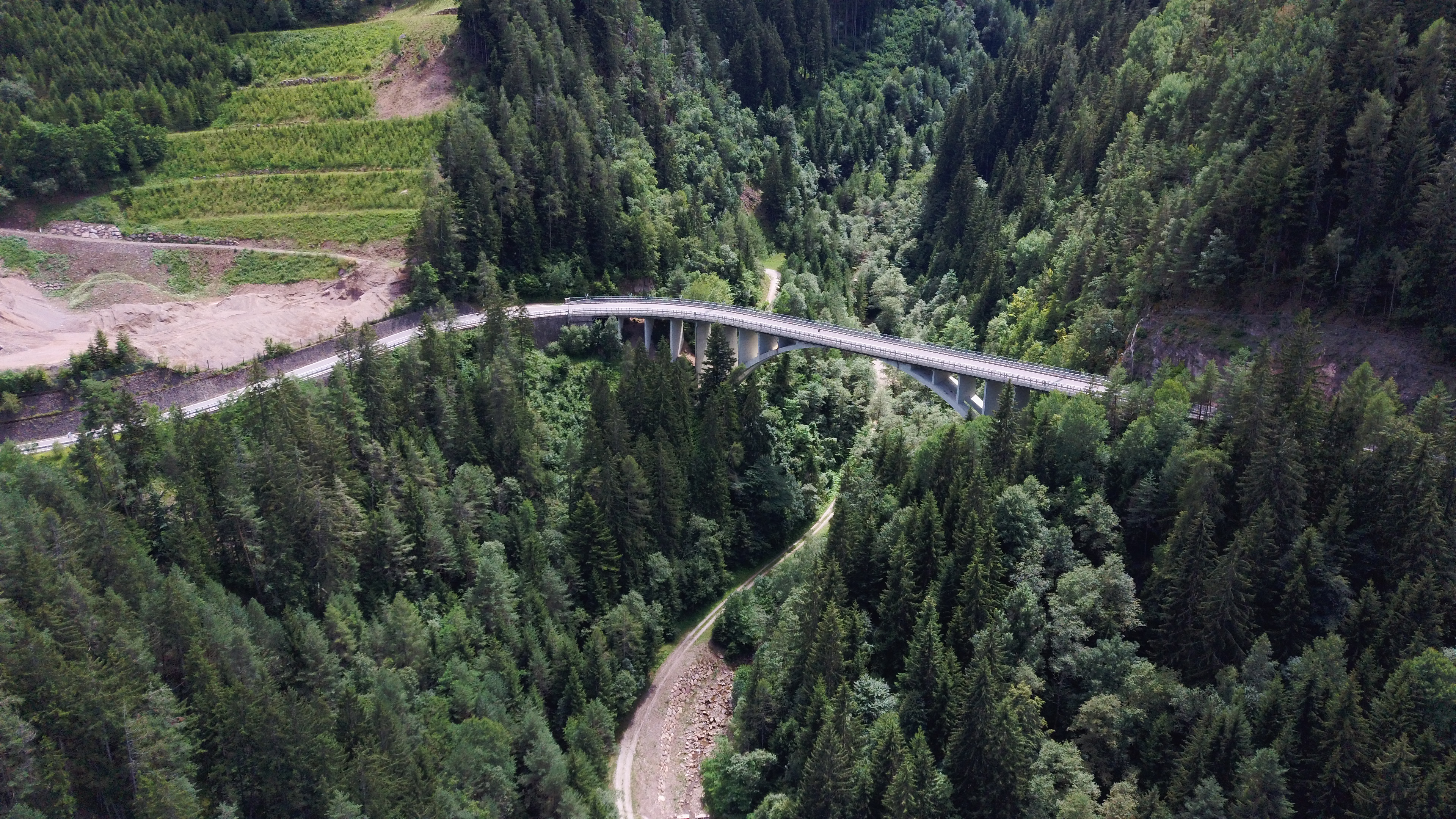
Il viadotto della SP71 sulla gola del rio Pradicella, tra i comuni di Valfloriana e Castello-Molina di Fiemme

Ha inizio a sud di Civezzano, dove si innesta in sola entrata nella strada statale 47 della Valsugana (tra le gallerie Corona e Crozi II), prosegue attraversando i centri abitati di Civezzano, Torchio (comune di Civezzano), Valle (Fornace), Lases (dove incrocia la fine della SP 76 Gardolo - Lases), Lona (Lona-Lases), Sevignano, Scancio (Segonzano), Sover, Piscine (Sover), Casatta e Pradel (Valfloriana). Termina confluendo nella strada statale 612 della Val di Cembra in prossimità dello svincolo per Stramentizzo (Castello-Molina di Fiemme).

## Pericolosità della strada
Secondo i dati Aci raccolti sulle strade provinciali, essa risulta essere una delle strade più pericolose della Provincia ed è stata la seconda con il numero più alto di incidenti registrati nel 2022 (dietro solo alla SP 90).